# Nationalpark Böhmische Schweiz
Der Nationalpark Böhmische Schweiz (tschechisch Národní park České Švýcarsko) ist ein Schutzgebiet in Tschechien. Der Nationalpark wurde 2000 ausgewiesen und ist 79 km² groß. Er liegt südlich der Grenze zwischen Deutschland und Tschechien; nördlich von ihm liegt der Nationalpark Sächsische Schweiz.

## Beschreibung

Lage des Nationalparks in dunkelgrün, abgekürzt N.P. Č.ŠVÝC. (hellgrün: Landschaftsschutzgebiete)

Schon seit 1972 steht die Böhmische Schweiz zur Gänze als ChKO Labské Pískovce unter Landschaftsschutz. Nachdem 1990 die Sächsische Schweiz zum Nationalpark erhoben worden ist, mehrten sich die Bestrebungen, auch den böhmischen Teil des Elbsandsteingebirges als Nationalpark unter Schutz zu stellen.
Ein 1991 vorgestellter Plan sah auch die Einbeziehung des Rosenbergs (Růžovský vrch) vor. Einige Gruppen wie Jagdpächtern und Forstwirtschaft bekämpften ihn jahrelang. Eine zwischenzeitlich vorgestellte kleine Lösung wurde nicht realisiert. Im Jahre 1999 beschloss die tschechische Regierung schließlich die Schaffung des Nationalparks Böhmische Schweiz (Národní park České Švýcarsko) in der ursprünglich geplanten Größe.
Seit dem 1. Januar 2000 stehen die wertvolle Wald-Felslandschaft, die Klammen der Kamnitz und auch das Areal um den Rosenberg (Růžovský vrch) als Nationalpark unter Schutz. Der Sitz der Nationalparkverwaltung befindet sich in Krásná Lípa (Schönlinde); Informationsstellen befinden sich in Hřensko (Herrnskretschen) und Jetřichovice (Dittersbach).
Seit dem 24. Juli 2022 sind Teile des Nationalparks von Waldbränden betroffen. Infolge der Waldbrände, die zu den größten in der Geschichte Tschechiens zählen, mussten Teile von Hřensko und mehrere Orte in der Umgebung, darunter Mezná (Stimmersdorf) und Vysoká Lípa (Hohenleipa) evakuiert werden. In Mezná wurden Gebäude Raub der Flammen.